# Sebastian Käferle
Sebastian Käferle (* 23. September 1996 in Baden) ist ein österreichischer Basketballspieler. Er steht bei den Oberwart Gunners unter Vertrag.

## Laufbahn
Käferle spielte im Jugendbereich von Arkadia Traiskirchen und gab im Laufe des Spieljahres 2013/14 seinen Bundesliga-Einstand bei den Niederösterreichern. Zur Saison 2014/15 wechselte der 1,86 Meter große Aufbauspieler innerhalb der Bundesliga zu den Oberwart Gunners. In der Saison 2015/16 gewann Käferle mit den Gunners den österreichischen Basketball-Cup sowie die Meisterschaft. 2016 wurde er als bester Liganeuling des Jahres ausgezeichnet und stieg in der Saison 2016/17 zum Mannschaftskapitän auf. In der Saison 2020/21 holte er mit Oberwart einen weiteren Cup-Titel. Im Februar 2022 standen die Gunners erneut im Cup-Finale, Käferle konnte bei der 70:92-Niederlage gegen BC Vienna aufgrund einer Ansteckung mit COVID-19 aber nicht mitwirken.
2024 gelang ihm mit Oberwart wieder der Gewinn der österreichischen Meisterschaft. Käferle führte die Mannschaft als Kapitän an und wurde als bester Spieler der Finalserie ausgezeichnet. 2025 wurde der Gewinn der Staatsmeisterschaft wiederholt.

### Nationalmannschaft
Käferle spielte in den Altersbereichen U18 und U20 für Österreichs Nationalmannschaften. Sein erstes A-Länderspiel bestritt er im August 2021. Sein Debüt in der EM-Ausscheidung wurde im November 2021 durch eine Kopfverletzung verhindert, die er im Abschlusstraining beim Dehnen durch eine umfallende Bande erlitten hatte. Ende Juni 2022 kam er gegen Irland zu seinem ersten Länderspieleinsatz für Österreichs Herrennationalmannschaft.

## Erfolge
- Basketball Superliga 2016
- Österreichischer Cup (Basketball) 2016, 2021